# Берта Борнщайн
Берта Борнщайн (на немски: Berta Bornstein) е австрийски психоаналитик, занимаващ се по-специално с детска анализа.

## Биография
Родена е през 1899 година в Краков, Австро-Унгария. Започва аналитичното си обучение с Ханс Лампл и Едуард Бибринг. От 1924 до 1939 г. участва в детски семинар, управляван от Ото Фенихел. От 1929 е близка сътрудничка на Ана Фройд. Напуска Европа малко преди избухването на Втората световна война и заминава за Ню Йорк, където преподава в Нюйоркския психоаналитичен инстиут, клиниката Менингер и Йейлският университет.
Става член на Нюйоркското психоаналитично общество и Филаделфийското психоаналитично общество. Заедно с колежката си Мари Бриел имат конфликт с друга детска аналитична Едит Биксбаум.
Борнщаин има сестра Стефи Борнщайн, която също е била детски аналитик, но умира преждевременно през 1939 г.
Умира през 1971 година в Мейн на 72-годишна възраст.